# Manchester Literary and Philosophical Society
La Manchester Literary and Philosophical Society est une société savante de Manchester en Angleterre. Elle est fondée le 28 février 1781 en tant que Literary and Philosophical Society of Manchester par Thomas Percival, Thomas Barnes et Thomas Henry. John Dalton, James Prescott Joule, Tom Kilburn, Peter Mark Roget, Ernest Rutherford et Thomas Worthington ont compté parmi ses membres.
Ses Memoirs sont, après les Philosophical Transactions of the Royal Society, le plus ancien journal scientifique au Royaume-Uni.

## Sources
- Scholarly Societies - Man. Lit and Phil
- John Benjamin Dancer